# Bellevue, Göteborg

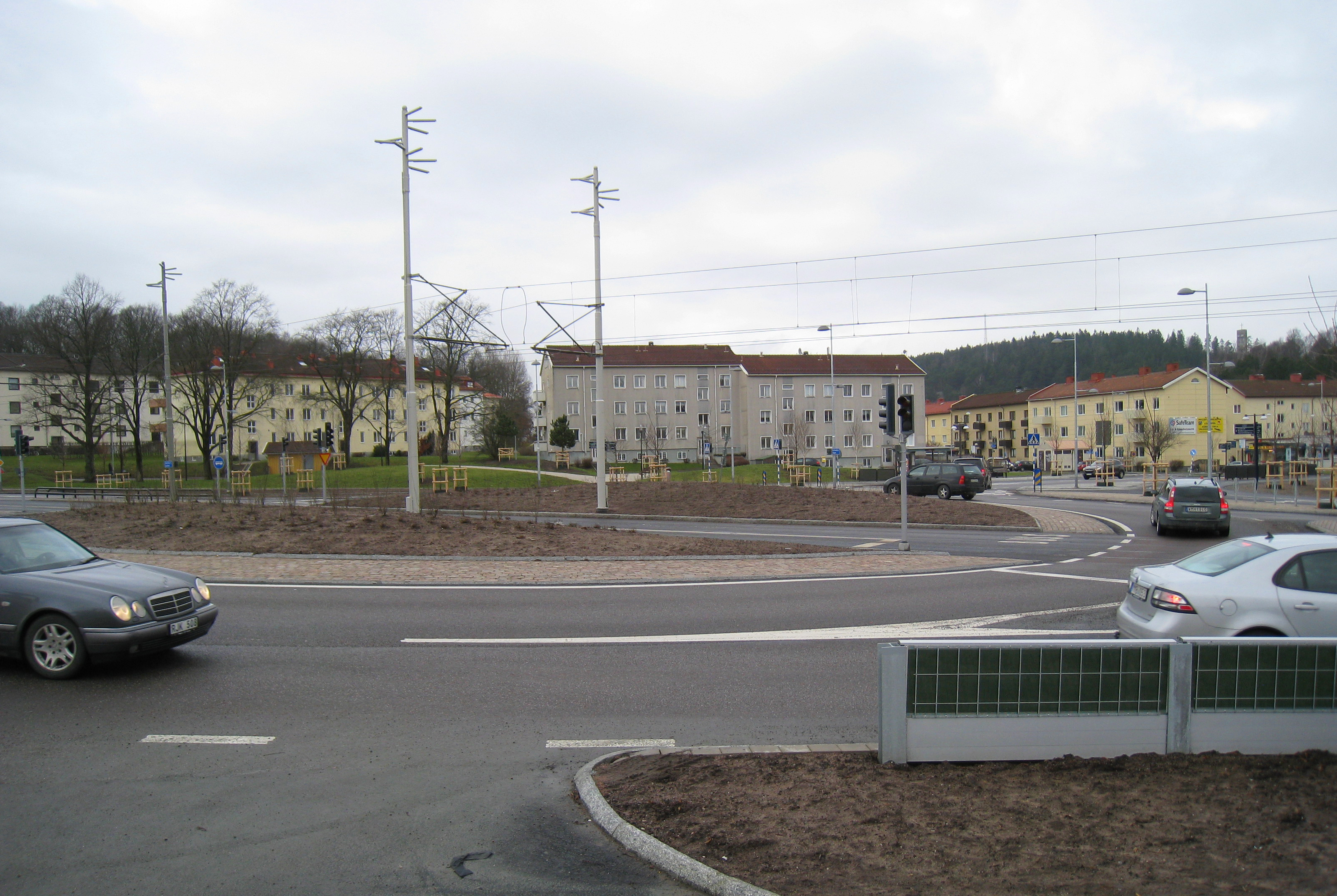
Bellevue. Trafikplatsen efter ombyggnad 2015

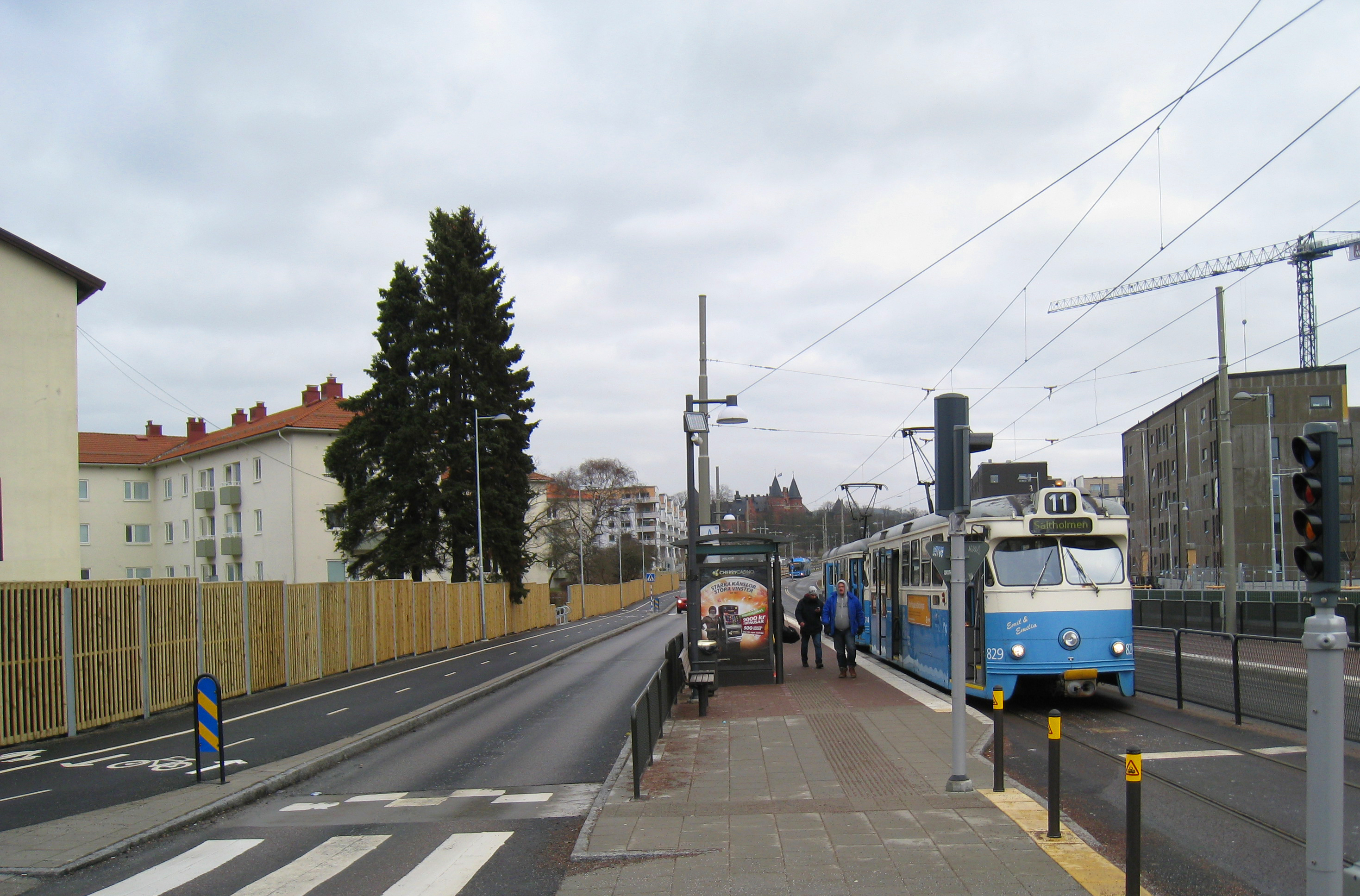
Bellevues spårvagns- och busshållplats efter ombyggnad 2015

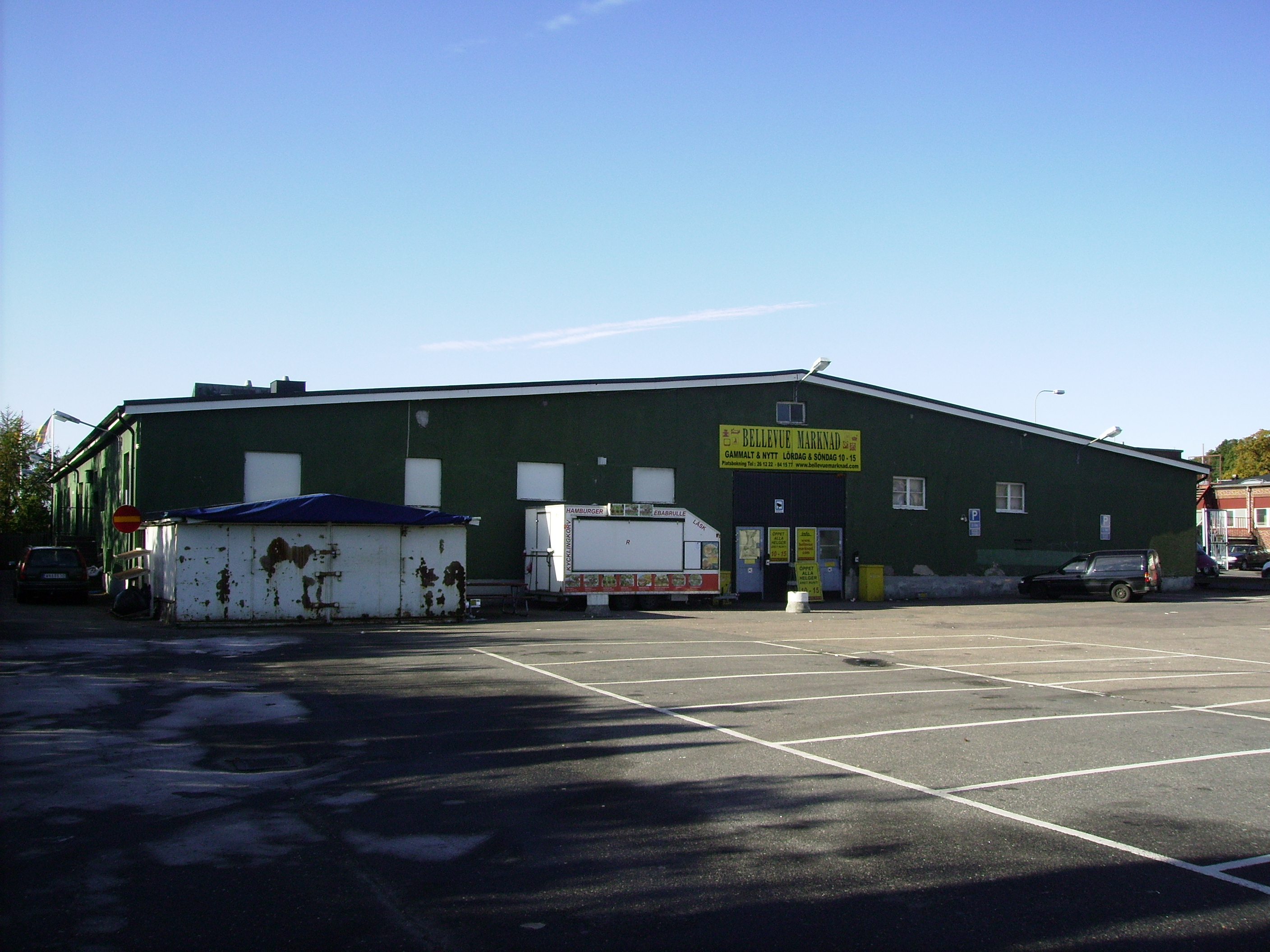
Bellevue marknad

Bellevue är ett område i stadsdelen Gamlestaden i östra Göteborg. Området har en egen spårvagnshållplats där Linje 6 (Göteborgs spårvägar) 7 och 11 trafikerar, samt några stadsbusslinjer, bl.a. 21, 56 och 510. Runt denna plats finns blandad bebyggelse; lägenheter, lätt industri och kommersiell verksamhet såsom kiosker, frisersalonger och restauranger. I området ligger också Bellevue marknad, en marknadslokal för mestadels begagnade varor, och flera bönelokaler (se Bellevuemoskén samt Bellevuekyrkan nedan). Området kors över 4 vägar; Generalgatan, Artillerigatan, Kvibergsvägen och Kortedalavägen.

## Historia
Bellevue var ursprungligen namnet på en villa som byggdes kring början av 1860-talet. Den tillhörde Kvibergs landeri och låg på en skogklädd höjd norr om Säveån. Namnet kommer från franskans belle vue som betyder 'vacker utsikt'. Från dåvarande Kvibergs vägen gick en väg upp till villan, i form av en ögla. Huset var bland annat bostad för riksdagsmannen och handlanden Johan Jacob Ekman, åtminstone fram till 1890 då denne sålde egendomen Kviberg till kronan för 323 000 kronor, som på marken byggde kasernerna för Göta artilleriregemente. Ekman hade fått upplåtelse på Kviberg den 8 april 1875. Huset totalförstördes i en brand 1970.

## Soldathemmet/Bellevuekyrkan
Soldathemsföreningen Libanon uppförde omkring 1940 ett soldathem på kronans mark, för de värnpliktiga på det näraliggande regementet på Kviberg. Hemmet fick namnet Bellevue. Ritningarna visar att arkitekt Samuel Fränne medverkat vid utarbetandet, men de slutliga byggritningarna undertecknades av en annan arkitekt vars namn ej gått att tyda. Soldathemmets verksamhet lades ner, när regementet avvecklades 1992. Soldathemsföreningen sålde då byggnaden till Bellevue Frikyrkoförsamling, som 2008 överlät lokalen till en annan frikyrka; New Life.